# وسائل التواصل في القارة القطبية الجنوبية

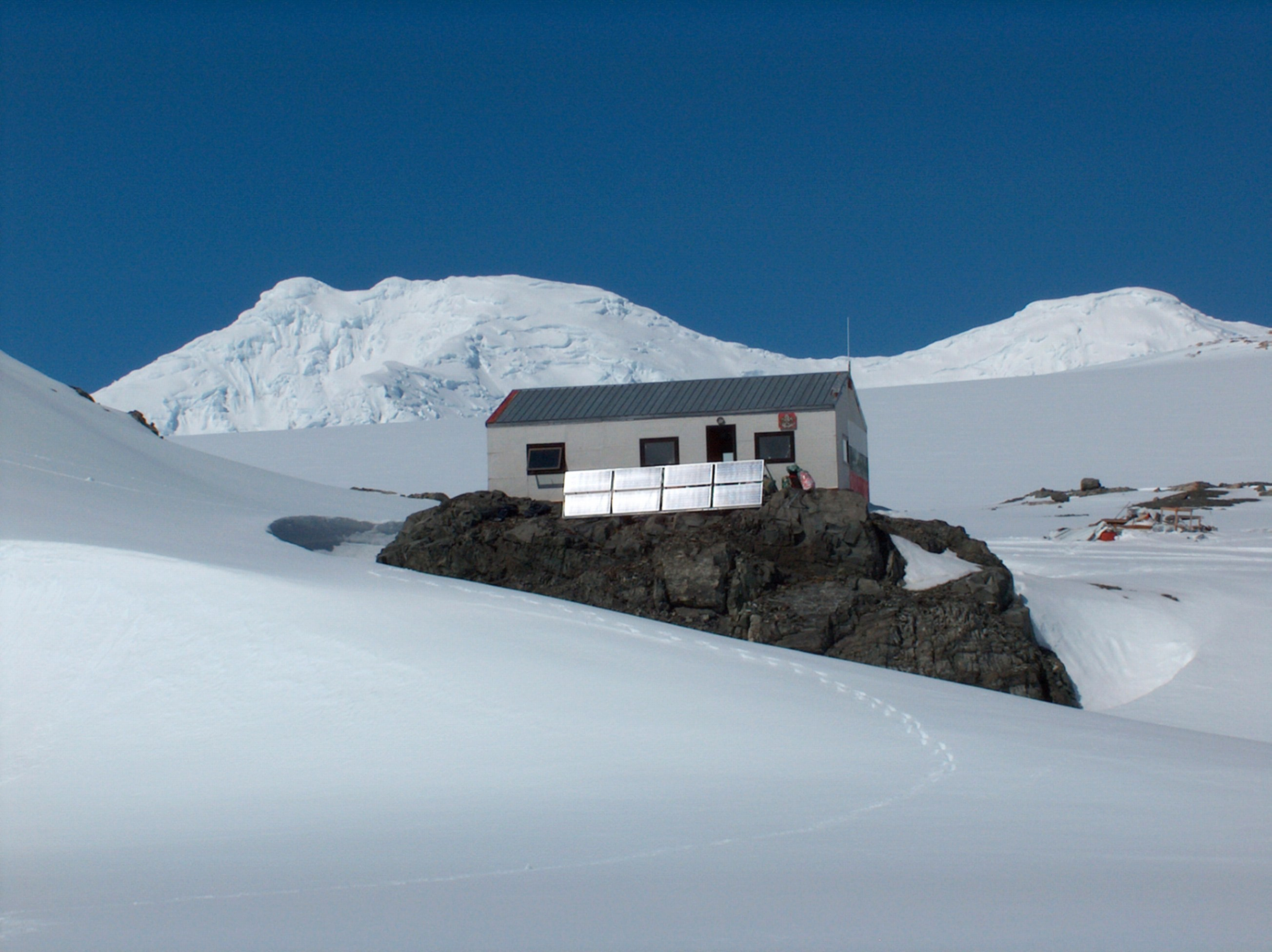
محطة بحثية صغيرة تستخدم الاتصال اللاسلكي.

تتضمَّن وسائل التواصل في أنتاركتيكا الإنترنت والراديو وبعض خطوط الهاتف القليلة، وهي تعد بصورةٍ عامة بقعة معزولة من حيث وسائل الاتصالات المتاحَة بها.

## الهواتف
- لا توجد خطوط للهواتف الأرضية في هذه القارة.
- الهواتف المتحركة: تتوفر بعض الشبكات المحلية على نطاق المحطات البحثية اما على النطاق الدولي فتستخدم أنظمة الاتصال عبر الأقمار الصناعية مثل أنمارسات واريديوم التي تستخدم أحيانا في اتصالات محلية. اما في محطة ماكموردو الأمريكية فيستخدم رمز الاتصال الدولي (64+) الخاص بنيوزلندا.

## الراديو
- تمتلك أغلب المحطات البحثية محطات راديو خاصة بها وتستخدم نظام الموجات القصيرة.

## التلفزيون
- تتوفر في القواعد الأمريكية الموجودة حوالي 6 محطات كيبل, اما بالنسبة لأجهزة التلفاز فتتوفر بالمئات في المحطات الأمريكية

## الإنترنت
- الرمز الدولي للإنترنت : AQ.
- تزود خدمة الإنترنت عبر عدة منظومات وأقمار منها (تتبع وترحيل بيانات الأقمار الصناعية) و(Marisat)و (GOES) وناسا وأبراج شركة اريديوم الخاصة بالإنترنت.